# Острово (дем Воден)
Вижте пояснителната страница за други значения на Острово.
О̀строво (на гръцки: Άρνισσα, Арниса, до 1926 година Όστροβο, Острово, катаревуса: Όστροβον, Островон) е градче в Егейска Македония, Гърция, дем Воден (Едеса), административна област Централна Македония.

## География
Градчето е разположено на 580 m надморска височина на североизточния бряг на Островското езеро на 25 km западно от Воден.

## История

### Античност и Средновековие
На североизток от Острово в античността е разположен град Целе, център на Еордея, а в римско време в близост е минавал пътят Виа Игнация.
През 1019 година Острово е споменато като част от Мъгленската епархия на Охридската архиепископия.
Има мнения, че Острово е столица на България от лятото на 1040 година до лятото на 1041 година и на острова Свети Пантелеймон в средата на езерото е бил разположен българският владетелски замък. Там през 1041 година се разиграва Островската битка, в която българският цар Петър Делян е разбит от византийски и нормански войски.

### В Османската империя
След Османското нашествие селището е седалище на мюдурлук, а в Островска нахия влизат селата Друшка, Русилово, Ослой, Нисия, Патачино, Жерви, Чеган и Къндрево. В него е имало карван сарай. Селището е смесено българо-турско, като островските турци са много стари жители на селото. Разселено е на две махали - християнска и мюсюлманска. В началото на XX век много от къщите са двукатни и трикатни, издигнати от емигранти в Америка, градчето има над 30 занаятчийски дюкяна и няколко ханчета механи.
Църквата „Успение Богородично“ в Острово е от XVIII век, „Света Троица“ е от 1865 година, а джамията е отпреди 1591 година.
В 1845 година руският славист Виктор Григорович минава през селото и пише в „Очерк путешествия по Европейской Турции“:
| „ | Острово, забележително село, разположено край планинско езеро, населено наполовина от българи и наполовина от турци. То има една църква, построена на мястото на стара, разрушена от турците. Прекарах тук нощта в схлупената къщурка на един честен и умен българин. Простата беседа с него изясни бита на това племе и ме запозна с езика му. Острово, по неговия разказ, е построено на мястото на древен град, който той нарече Кючук Стамбул (Малък Стамбул, дали не е Diocletianopolis?) и до сега принадлежи на към епархията на охридския митрополит. | “ |

„...стигнахме въ стигнахме въ Острово, дѣто и обѣдвахме. Рибата и сладкото, приготвено отъ яйца, ни се усладихѫ много. Азъ попитахъ ханджията върху населението, а той ми отговори: imis ksevrome roméïka (ний знайме гръцки); но се пакъ да не каже направо, че сѫ българи, нито пъкъ че сѫ гърци. Селото има 100 български и 50 мухамедански кѫщи.“
Около 1840 година имотите на селото са заграбени насилствено от Иляз паша и то е превърнато в чифлигарско. По-късно жителите успяват да се откупят. Около 1850 година е построена нова българска църква „Света Троица“.
Около 1858 – 1860 година водите на Островското езеро се надигат и прекъсват шийката на полуострова, на който се намирало село Старо Острово, а жителите му се разселват във Воден, Битоля и околните села.
В „Етнография на вилаетите Адрианопол, Монастир и Салоника“, издадена в Константинопол в 1878 година и отразяваща статистиката на населението от 1873 година, Острово (Ostrovo) е посочено като градче с 389 домакинства с 1400 жители българи и 450 помаци.
През лятото на 1879 година селото е нападнато от разбойническа банда.
Според статистиката на Васил Кънчов („Македония. Етнография и статистика“) от 1900 година Острово е населявано от 750 жители българи и 450 турци.
В селото има комитет на ВМОРО, който в 1902 година е разкрит и ръководителите му са арестувани, но на път за Воден са освободени от четата на Аргир Манасиев и изпратени в Свободна България. През Илинденско-Преображенско въстание от 1903 година 40 души от селото участват в четите на ВМОРО.
В началото на ΧΧ век градчето е смесено в конфесионално отношение. По данни на секретаря на Българската екзархия Димитър Мишев („La Macédoine et sa Population Chrétienne“) в 1905 година в Острово има 768 българи екзархисти и 272 българи патриаршисти гъркомани и функционират българско, гръцко и сръбско училище.
През 1912 година Острово има 233 къщи, разделени на българска и турска махала, с 1243 жители, от които 908 българи, 320 турци и 15 цигани. При избухването на Балканската война 9 души от Острово са доброволци в Македоно-одринското опълчение.

### В Гърция
През войната селото е окупирано от гръцки части и остава в Гърция след Междусъюзническата война. Според Йован Хадживасилевич, посетил в 1916 година Острово, в селището има само една гръцка фамилия - Хаджигьореви и няколко къщи гъркомани, като най-виден от тях е Ставре Хаджихарис, кмет на Острово.
Боривое Милоевич пише в 1921 година („Южна Македония“), че Острово има 160 къщи славяни християни и 90 къщи турци.
В 1924 година турските жители на Острово се изселват в Турция и на тяхно място са заселени 305 малоазиатски и понтийски гърци бежанци от Турция. В 1926 година името на селото е сменено на Арниса. В 1928 година Острово е представено като смесено местно-бежанско село с 80 бежански семейства и 357 жители бежанци. В 1940 година от 1669 жители, две трети са местни и една трета са бежанци.
През Втората световна война в селото е формирана чета на българската паравоенна организация „Охрана“.
Населението спада поради изселване в големите градски центрове. Основните продукти на населението са жито, бобови култури и грозде. Водите на езерото се използват за напояване на овощни площи както и с изкуствен канал се вливат в река Вода за напълване на Владовското езеро.
| Име                              | Име                | Ново име          | Ново име            | Описание                                                            |
| -------------------------------- | ------------------ | ----------------- | ------------------- | ------------------------------------------------------------------- |
| Орман чифлик                     | Όρμάν Τσιφλίκ      | Дасос Арнисис     | Δάσος Αρνίσσης      | местност на ЮЗ от Острово и на З от Къдрево                         |
| Карали                           | Καραλή             | Мавро Рема        | Μαύρο Ρέμα          | река на ЮЗ от Острово и на З от Къдрево                             |
| Сянга Аргач или Сяга Гарджик     | Σιάνγκα Άργατσι    | Корифи Анастасиас | Κορυφή Αναστασίας   | възвишение в Каракамен на ЮЗ от Острово и на З от Къдрево (834,3 m) |
| Лаброви бачила                   | Μπάτσί Λάμπρου     | Тиркомеион Ламбру | Τυροκομεϊον Λάμπρου | местност в Каракамен на ЮИ от Къдрево                               |
| Кучански брест                   | Κουτσάν Σκιμπρές   | Фтелия            | Φτελιά              | река на С от Къдрево, десен приток на Вода                          |
| Прибрегна нива или Присекта нива | Μπριμπέγνα Νιβα    | Псилома           | Ψήλωμα              | възвишение в Каракамен на ЮЗ от Острово и на СЗ от Къдрево (560 m)  |
| Голема Кастрана                  | Μεγάλ Κάτρα        | Мегало Кастро     | Μεγάλο Κάστρο       | възвишение на ЮЗ от Острово и на СЗ от Къдрево                      |
| Клин                             | Κλίν               | Сфина             | Σφήνα               | възвишение на ЮЗ от Острово (597 m)                                 |
| Кайнак                           | Καϊνάκ             | Терме Пиге        | Θερμαι Πηγαί        | възвишение на ЮЗ от Острово (618 m)                                 |
| Кория                            | Κουρί              | Дасаки            | Δασάκι              | [ 24 ]                                                              |
| Либан Лучан или Лусант или Лупан | Λίμπαν Λουσάν      | Фламурия Лука     | Φλαμουριά Λουκά     | връх на С от Острово и на СЗ от Русилово (653,4 m)                  |
| Костумор                         | Κοστουμόρι         | Аксиотеато        | Άξιοθέατο           | връх на И от Русилово и на СИ от Друшка (742 m)                     |
| Каркамиш орех или Какормиш орех  | Κακορμις Ορέ       | Каридиес          | Καρυδιές            | местност на С от Острово                                            |
| Кадол Караагач                   | Καντόλ Καραγάτς    | Дендро            | Δέντρο              | възвишение на С от Острово (580 m)                                  |
| Муздра                           | Μουσδράς           | Неротопос         | Νερότοπος           | местност на С от Острово                                            |
| Чичова воденица                  | Τσίτσοβο Ξοδενιτσα | Милос             | Μύλος               | местност на С от Острово и на Ю от Жерви                            |
| Лаго                             | Λάγκο              | Лукос             | Λόγκος              | местност на ЮЗ от Жерви                                             |
| Усте                             | Ούστεν             | Стома             | Στόμα               |                                                                     |
| Димо нива                        | Ντιμα Νίβα         | Хорафи ту Диму    | Χωράφι τού Δήμου    | местност на С от Жерви                                              |
| Цървената вода                   | Τσερβεντα Βοδα     | Кокинонеро        | Κοκκινόνερο         | река на С от Жерви                                                  |
| Кремено                          | Κρεμένο            | Гемнос            | Γκεμνός             | местност на С от Жерви                                              |

| Година    | 1913 | 1920 | 1928 | 1940 | 1951 | 1961 | 1971 | 1981 | 1991 | 2001 | 2011 | 2021 |
| --------- | ---- | ---- | ---- | ---- | ---- | ---- | ---- | ---- | ---- | ---- | ---- | ---- |
| Население | 1498 | 1276 | 1289 | 1669 | 1730 | 1827 | 1396 | 1464 | 1530 | 1550 | 1411 | 1242 |

Името Острово носи улица в българската столица София (Карта).

## Личности
Видни личности с българско национално съзнание от Острово са Кара Ташо (1850 – 1906) и Григор Цоцев (1871 – ?), български революционери, войводи на ВМОРО, Георги Гелев (1876 – ?), екзархийски духовник и също деец на ВМОРО, Георги Делев (1874 – 1955), революционер, по-късно емигрантски деец в Америка. Методи Чанев (1892 – 1974) е съосновател и пети президент на Македонската патриотична организация. Дейци на гръцката въоръжена пропаганда в Македония от Острово са Ставри Хаджихаров (1882 – 1957) и Христо Стоянов (Христос Стоянидис, капитан Лилис, 1884 – 1923).